# Belbroughton
Belbroughton – wieś w Anglii, w hrabstwie Worcestershire, w dystrykcie Bromsgrove. Leży 24 km na północ od miasta Worcester i 169 km na północny zachód od Londynu. Miejscowość liczy 2380 mieszkańców.